# Antidesma laciniatum
Antidesma laciniatum är en emblikaväxtart som beskrevs av Johannes Müller Argoviensis. Antidesma laciniatum ingår i släktet Antidesma och familjen emblikaväxter.

## Underarter
Arten delas in i följande underarter:
- A. l. laciniatum
- A. l. membranaceum